# 可克达拉市
可克达拉市（維吾爾語：كۆكدالا شەھىرى‎）是中华人民共和国新疆维吾尔自治区下辖的县级市，与新疆生产建设兵团第四师实行“师市合一”，位于伊犁哈萨克自治州境内，地处伊犁河谷地，距伊犁州政府所在地伊宁市约20公里，距自治区首府乌鲁木齐市约700公里。2015年3月，该市总面积979.71平方公里，总人口7.5万人，其中城区建成区25平方公里，城区人口2.7万，市政府驻金山街道学府西路1号。

## 主要历史
可克達拉是小夜曲《草原之夜》誕生地。1958年，八一電影製片廠導演張加毅在此拍攝紀錄片《綠色的原野》，1959年6月下旬完成，作為中華人民共和國成立10週年獻禮片公映，其插曲《草原之夜》由此逐漸風靡大江南北，傳唱至今久唱不衰，成為中國民歌的經典力作。1985年，該曲被聯合國教科文組織選為教材，並稱它為「東方小夜曲」。
1954年，中国人民解放军第一兵团第五军十五师全体官兵集体转业，在可克达拉地区屯垦戍边，是为新疆生产建设兵团第四师63团、64团、66团、67团、68团。
2015年3月18日，中國国务院批准新疆维吾尔自治区设立县级可克达拉市，由兵团直管。

## 人口民族
2020年末，根據全國第七次人口普查結果顯示：全市常住人口為69524人。
2021年末，全市共有人口25.18万人，比上年末增加0.51万人。其中：男性13.02万人，女性12.16万人。全年出生人口0.1万人、出生率为3.99‰；死亡人口0.13万人、死亡率为5.08‰；自然增长率为－1.09‰。

## 行政区划
可克达拉市下辖2个街道办事处、5个镇、1个核心区：
金山街道、花城街道、六十三团榆树庄镇、六十四团苇湖镇、六十六团金梁镇、六十七团金屯镇、六十八团长丰镇 、可克达拉经济技术开发区。
| 统计用区划代码 | 名称                   | 备注                   |
| -------------- | ---------------------- | ---------------------- |
| 659008001000   | 金山街道               |                        |
| 659008002000   | 花城街道               |                        |
| 659008100000   | 榆树庄镇               | 与六十三团实施团镇合一 |
| 659008101000   | 苇湖镇                 | 与六十四团实施团镇合一 |
| 659008102000   | 长丰镇                 | 与六十八团实施团镇合一 |
| 659008103000   | 金梁镇                 | 与六十六团实施团镇合一 |
| 659008104000   | 金屯镇                 | 与六十七团实施团镇合一 |
| 659008400000   | 可克达拉经济技术开发区 |                        |

## 交通状况
- 铁路：中哈铁路设立可克达拉站
- 公路： 312国道、 218国道

## 教育资源

### 中学
- 可克达拉镇江中学
- 可克达拉市高级中学（在建）
- 可克达拉市第一中学（在建）
- 可克达拉市双语中学
- 可克达拉市68团中学
- 可克达拉市67团中学
- 可克达拉市66团中学
- 可克达拉市63团中学
- 可克达拉市64团中学

### 小学
- 可克达拉市第一小学
- 可克达拉市第二小学（在建）
- 可克达拉市68团小学
- 可克达拉市67团小学
- 可克达拉市66团小学
- 可克达拉市63团小学
- 可克达拉市64团小学